# Koźliny (województwo kujawsko-pomorskie)
Koźliny – (niem. Suchau-Koslin) osada w Polsce położona w województwie kujawsko-pomorskim, w powiecie tucholskim, w gminie Lubiewo. Miejscowość wchodzi w skład sołectwa Sucha.
W latach 1975–1998 miejscowość administracyjnie należała do województwa bydgoskiego.